# Саган Ігор Михайлович
Ігор Михайлович Саган (нар. 15 липня 1960, село Тадані, тепер Львівського району Львівської області) — український радянський діяч, тракторист колгоспу. депутат Верховної Ради УРСР 11-го скликання.

## Біографія
Освіта середня. Член ВЛКСМ.
У 1976—1982 роках — тракторист колгоспу імені XXII з'їзду КПРС Кам'янка-Бузького району Львівської області.
З 1982 року — тракторист колгоспу імені Богдана Хмельницького село Велике Колодно на Львівщина.
Вийшов на пенсію та мешкав у селі Велике Колодно Львівської області.

## Нагороди
- ордени
- медалі